# Peyrelongue-Abos
Peyrelongue-Abos är en kommun i departementet Pyrénées-Atlantiques i regionen Nouvelle-Aquitaine i sydvästra Frankrike. Kommunen ligger i kantonen Lembeye som tillhör arrondissementet Pau. År 2022 hade Peyrelongue-Abos 146 invånare.

## Befolkningsutveckling
Antalet invånare i kommunen Peyrelongue-Abos
| Referens: INSEE |